# Enicospilus rehanarius
Enicospilus rehanarius är en stekelart som beskrevs av Ian D. Gauld och Mitchell 1978. Enicospilus rehanarius ingår i släktet Enicospilus och familjen brokparasitsteklar. Inga underarter finns listade i Catalogue of Life.